# 216331 Panjunhua
216331 Panjunhua è un asteroide della fascia principale. Scoperto nel 2007, presenta un'orbita caratterizzata da un semiasse maggiore pari a 2,2973974 au e da un'eccentricità di 0,1340715, inclinata di 3,74759° rispetto all'eclittica.